# Vergessene Wegameise
Die Vergessene Wegameise (Lasius neglectus) ist eine polygyne, manchmal stark invasive Wegameisen-Art  aus der Gattung der Wegameisen (Lasius) aus der Unterfamilie der Schuppenameisen (Formicinae). Sie bildet teils riesige Superkolonien. Die Wegameise gilt als Beute für mehrere Tier- und Insektenarten, insbesondere für den Ameisensackkäfer und manche Spechte.
Eine Kolonie der Ameisenart wurde erstmals 1990 in Budapest beschrieben und aufgrund der großen Ähnlichkeit zunächst als Fremde Wegameise eingeordnet. Auch zur Schwarzen Wegameise gibt es eine große phänotypische Ähnlichkeit, jedoch sind die Verhaltensmuster deutlich verschieden, insbesondere in der sozialen Struktur innerhalb der Kolonien.

## Merkmale
Bei L. neglectus erreichen die Arbeiterinnen eine Größe von 2,5 mm bis 3,5 mm, sie sind überwiegend einheitlich braun gefärbt. Die Königinnen sind etwa 6 mm groß und dunkel bis schwarzbraun gefärbt. Die männlichen Tiere sind so groß wie die Arbeiterinnen, allerdings wie die Königinnen gefärbt.
Im Unterschied zur Schwarzen Wegameise sind die Fühler und hinteren Tibia unbehaart. Die Mandibeln besitzen meist sieben Zähne, darunter zwei größere an deren basalem Ende.

## Verbreitung und Lebensraum
Kleinasien wurde als wahrscheinlichste Ursprungsregion von L. neglectus vorgeschlagen, vermutlich die Region südlich des Schwarzen Meeres, da sie hier zusammen mit ihrer nicht-invasiven Schwesterspezies L. turcicus vorkommt. Wie auch sonst kommt L. neglectus hier nur in urbaner Population vor, die Schwesterart hingegen in ruralen und natürlichen Habitaten.
Eine Kolonie der Ameisenart wurde erstmals 1990 in Budapest beschrieben, zuvor war sie mit ähnlich aussehenden Lasius-Arten verwechselt worden. Im  Jahr  2000  waren  30  Populationen im europäischen Raum bekannt, 2005 100  Populationen, 2015  bereits  175  Populationen. Die Verbreitung der Art erfolgt oftmals über menschliche Aktivitäten wie Bautätigkeiten oder Gartengestaltungen, die Tiere werden unbeabsichtigt in Pflanzenballen „mitverpflanzt“.
Ihr bekanntes Verbreitungsgebiet (Stand 2013) erstreckt sich vom westlichen Frankreich (Douarnenez) bis nach Mittelasien (Bischkek, Kirgisistan). Die Süd-Nord-Ausdehnung reicht vom Iran (Astane-ye Aschrafiye) bei etwa 36,3 °N bis 54,1 °N. Dazu gibt es exponierte Vorkommen auf Teneriffa und in Israel (Espadaler und Bernal 2003; Vergleich auch Seifert 2007). In Europa sind Nester in Jena in Deutschland, Gent in Belgien und Warschau in Polen dokumentiert. Ihr bisher nördlichstes Vorkommen hat L. neglectus in Rostock. L. neglectus ist die erste invasive Ameisenart, die mit den mitteleuropäischen Klimabedingungen zurechtkommt; sie kann mittlere Januartemperaturen von −5 °C überleben. Dänemark bereitet sich auf das Auftreten von L. neglectus vor.

## Lebensweise

### Nestbau und Fortpflanzung
Lasius neglectus lebt in zum Teil riesigen Superkolonien, Systemen miteinander verbundener Nester mit vielen Königinnen; in Spanien wird eine 14 ha einnehmende Superkolonie auf 112 Millionen Arbeiterinnen und 360.000 Königinnen geschätzt. Einige Kolonien werden auf über 35.500 Individuen geschätzt. Anstatt in ein neues Nest zu ziehen, um eine neue Kolonie zu gründen, paaren sich die Königinnen innerhalb der bestehenden Kolonie. Im Gegensatz zu den meisten Ameisenarten paaren sich Königinnen unter der Erde und sind nicht flugfähig. Die miteinander verwandten Bewohner dieser Kolonien zeigen keine territoriale Aggression, im Gegenteil kooperieren alle Nester miteinander (Unikolonialität). Auch die haplometrotische Koloniegründung ist möglich, eine einzige begattete Königin genügt also, um eine neue Kolonie zu gründen.
Lasius neglectus baut keine aufwändigen Nester, stattdessen nistet die Art normalerweise unter flachen Steinen, im Mutterboden unter Laub und sogar in Müllhaufen. In menschlichen Lebensräumen neigt L. neglectus dazu, in elektrischen Geräten zu nisten. Wie andere invasive Ameisenarten stützt sich L. neglectus auf Honigtau als Hauptnahrungsquelle. In einem einzigen Fall, in einem weitgehend baumlosen Grasland in Tiflis, waren außerdem erbeutete Insekten als Nahrungsquelle bekannt.

### Soziale Immunisierung
L. neglectus war die erste Ameisenart, die beobachtet wurde, wie sie eine „zerstörerische Desinfektion“ ihrer Brut durchführte, wobei Ammen-Ameisen Puppen finden, die mit Metarhizium brunneum, einem parasitären Pilz, infiziert sind. Die Ammen beißen dann in die Außenhaut der Puppe und besprühen sie mit antiseptischem Gift, um sowohl die Puppe als auch den Pilz abzutöten. Solange die parasitären Pilze beseitigt werden, sind die Kolonien dem Metarhizium-Befall ausgesetzt. Es wurden auch gesunde Individuen beobachtet, die Pilzsporen vom Körper erkrankter Nestgenossen abfressen, ohne dabei zu erkranken; ähnlich einer Impfung erwerben die Tiere eine verbesserte Immunabwehr. Manchmal führt dies zu einer schützenden Immunität der überlebenden Koloniemitglieder gegenüber künftigen geringen Expositionen mit diesen Pilzen.

## Lasius neglectus als Schädling
Lasius neglectus kann in befallenen Gärten die Zahl der einheimischen europäischen Ameisenarten um das 10- bis 100-fache übersteigen und wurde daher in vielen mitteleuropäischen Ländern als Schädling eingestuft. In Hidcote Bartrim, Gloucestershire, England, wurde über eine Kolonie berichtet, die eine Vorliebe für elektrische Außenarmaturen zeigt, so dass die Gefahr eines Brandes besteht.
Ähnlich wie bei vielen anderen invasiven Arten wurde bisher festgestellt, dass L. neglectus nur gestörte städtische Lebensräume wie Parks und Gärten befällt, wo sie die meisten einheimischen Ameisen und andere Insektenpopulationen ausrottet und Bäume aufgrund der von ihr gepflegten massiven Blattlauskulturen schädigt. Während die meisten anderen bekannten Schädlingsameisen warme Temperaturen benötigen, um zu gedeihen, kann L. neglectus Winter mit längeren Frostperioden überleben, so dass eine weitere Ausbreitung in gemäßigte Klimazonen unvermeidlich erscheint.
Es wird angenommen, dass die Art in Zukunft ähnliche Probleme wie die Argentinische Ameise (Linepithema humile) verursachen wird.